# Roker Park
El Estadio Roker Park fue un estadio de fútbol ubicado en la ciudad de Sunderland, Inglaterra. Su apertura fue en 1898, pero fue cerrado y demolido en 1997, luego de lo cual fue reconstruido. Tiene capacidad para 75.118 espectadores y fue el estadio del Sunderland Association Football Club, equipo del EFL Championship, que actualmente juega en el Stadium of Light.

## Historia
En la década de 1890, el que luego fuese Presidente del Sunderland y su hermano, decidieron construir un gran campo para el club, a fin de reemplazar al campo hasta entonces existente en Newcastle Road.
Luego de un año que la tierra fues comprada, Roker Park fue construido, demorándose tres meses en construir las graderías de madera. La Gradería Clock tenía 32 escaleras, sin sillas y una barrera de choque para seguridad.
Roker Park fue oficialmente inaugurado el 10 de septiembre de 1898 por Charles Vane-Tempest-Stewart, 6th Marquess of Londonderry. El primer partido en Roker Park fue el amistoso jugado contra el Liverpool, en el cual Sunderland ganó 1-0, siendo Jim Leslie el quien anotó el primer gol en dicho estadio.
En 1913 la capacidad fue aumentada para albergar a 50,000 aficionados. Luego en 1929 las grandes graderías de maderas fueron demolidas y reemplazadas por la Gran Gradería diseñada por Archibald Leitch, cuya influencia aún se puede ver en Ibrox (Glasgow Rangers), Home Park (Plymouth Argyle) y Goodison Park (Everton). El trabajo en ella llevó al club casi a la bancarrota. En dicha época la capacidad oficial de Roker Park llegaba a 60,000 butacas, pero para ciertos partidos podía incrementarse a 75,000. Más trabajos continuaron en 1930s y 1936, siendo la Gradería Clock Stand reconstruida.
Una bomba cayó en la mitad de la cancha durante la Segunda Guerra Mundial, matando a un oficial de policía que circunstancialmente pasaba cerca del campo.
En 1952, a Roker Park se le incorporó el sistema de luces, siendo el segundo estadio en el país en hacerlo luego del estadio Highbury del Arsenal. Las luces fueron temporarias y luego reemplazadas por estructuras permanentes al final de la temporada.
Cuando Inglaterra recibió la Copa Mundial de 1966, se incrementaron asientos en la Gradería Clock Stand, y un techo sobre la gradería de Fulwell End.
Durante la década de 1970, hubo más mejoras en Roker Park, las cuales incluyeron la instalación de rociadores contra incendios en las zonas de servicios, actualizando los focos a los estándares Europeos de Lux Value, sistémas electrónicos de monitoreo de público, y un mejoramiento en el techo. En la década de 1980 debido a un bajón en las arcas del club, Roker Park comenzó a desfallecer. La capacidad fue severamente reducida.
Durante la década de 1990, las nuevas reglas de la FA luego de la publicación del informe Taylor significó que el estadio tuviese que actualizar su categoría en las graderías, lo cual consistía en una menor capacidad debido a la poca cantidad de público que el Sunderland podía soportar, debido a que había jugado en la penúltima campaña de la Football League Championship antes de la creación de la Premier League donde tenían la mirada fijada en el retorno a la Primera División (esto último recién conseguido durante la temporada 1995-1996).
El sitio fue confinado a ser expandido, así que el presidente Bob Murray decidió buscar un lugar para un nuevo estadio. En 1992 fueron revelados los planes de construir un estadio para 48,000. Luego de cinco años, a finales de 1997, Sunderland se mudó al Stadium of Light, cerca de Monkwearmouth.
Así Roker Park fue demolido luego de ser la casa del Sunderland por 99 años; siendo el último juego un amistoso especialmente organizado contra el Liverpool, el cual Sunderland ganó por 1-0, con gol de John Mullin marcando el último gol en dicho Estadio (el último partido por compeiciones Oficiales fue una victoria por 3-0 en la Premier League contra el Everton, siendo Allan Johnston el último en marcar un gol por la liga). El antiguo campo fue reemplazado por un complejo de edificios.
En este estadio se jugaron los siguientes partidos de la Copa Mundial de Fútbol de 1966:
- Primera Ronda

| 13 de julio de 1966 | Italia                 | 2:0 (1:0) | Chile | Roker Park, Sunderland                                               |                                                                      |
|                     | Mazzola 8' Barison 88' |           |       | Asistencia: 33.000 espectadores Árbitro(s): Gottfried Dienst (Suiza) | Asistencia: 33.000 espectadores Árbitro(s): Gottfried Dienst (Suiza) |

| 16 de julio de 1966 | Unión Soviética | 1:0 (0:0) | Italia | Roker Park, Sunderland                                                          |                                                                                 |
|                     | Chislenko 57'   |           |        | Asistencia: 35.000 espectadores Árbitro(s): Rudolf Kreitlein (Alemania Federal) | Asistencia: 35.000 espectadores Árbitro(s): Rudolf Kreitlein (Alemania Federal) |

| 20 de julio de 1966 | Unión Soviética   | 2:1 (1:1) | Chile      | Roker Park, Sunderland                                                     |                                                                            |
|                     | Porkujan 28', 85' |           | Marcos 32' | Asistencia: 22.000 espectadores Árbitro(s): John Adair (Irlanda del Norte) | Asistencia: 22.000 espectadores Árbitro(s): John Adair (Irlanda del Norte) |

Cuartos de final
| 23 de julio de 1966 | Unión Soviética           | 2:1 (1:0) | Hungría  | Roker Park, Sunderland                                                |                                                                       |
|                     | Chislenko 5' Porkujan 46' |           | Bene 57' | Asistencia: 36.000 espectadores Árbitro(s): Juan Gardeazabal (España) | Asistencia: 36.000 espectadores Árbitro(s): Juan Gardeazabal (España) |

- Datos: Q1541691
- Multimedia: Roker Park / Q1541691